# 広慈/奉天宮駅
広慈/奉天宮駅（こうじ/ほうてんきゅうえき）は、台湾台北市信義区に建設中の、台北捷運淡水信義線の駅。駅番号は「R01」。

## 概要
台北市信義区東部、中坡地区内の広慈博愛公園（旧：広慈博愛院）地下に位置する。
信義線が象山駅から東に延伸されるのに伴い、その終着駅として設置される予定の駅である。2025年12月の工事終了を予定しており、2026年第一四半期に開業する予定となっている。

### 駅名について
駅名の「広慈」は広慈博愛院ならびにその跡地にある広慈博愛公園に、「奉天宮」は駅周辺に所在する松山奉天宮に由来する。駅名にスラッシュが入る駅は台北捷運の駅としては2例目である。
かつては「中坡駅」、「松山商職駅」、「福徳信義駅」などの駅名案も出されていた。

## 歴史
- 1993年 - 当初、信義線の終点駅は広慈博愛院周辺に設置することが予定されていたが、台北断層の周辺に位置することが判明したため、より手前の中強公園周辺に終点駅を設けるよう計画が変更された[注釈 2]。しかし921大地震後に再度地質調査を実施したところ、台北断層は休断層であることが判明した[2]。
- 2009年12月23日 - 信義線延伸計画が行政院経済建設委員会により承認される。延伸区間はすべて地下区間で、R03駅[注釈 3]を起点に、途中駅としてR04駅[注釈 4]を設置することが決定される（駅名はいずれも当時の仮称）[3]。
- 2015年3月31日 - 台北市政府捷運工程局がR04駅の設置計画の撤回を発表する[3]。これにより、延伸区間にある駅はR03駅のみになる。
- 2017年7月 - 駅名が「広慈/奉天宮」に決定される[4]。
- 2026年1月～3月頃 - 開業（予定）[1]。

## 駅構造
1面2線の島式ホームを有する地下駅。ホームは地下3階にある。

### のりば
| 1・2 | 淡水信義線（上り） | 淡水方面 |

## 隣の駅
台北捷運
 淡水信義線
象山駅 R02 - 広慈/奉天宮駅 R01